# Zompantle, Oaxaca
Zompantle är en ort i Mexiko.   Den ligger i kommunen Asunción Cacalotepec och delstaten Oaxaca, i den sydöstra delen av landet, 400 km sydost om huvudstaden Mexico City. Zompantle ligger 1 460 meter över havet och antalet invånare är 199.
Terrängen runt Zompantle är varierad. Runt Zompantle är det glesbefolkat, med 17 invånare per kvadratkilometer. Närmaste större samhälle är San Juan Juquila, 9,0 km söder om Zompantle. I omgivningarna runt Zompantle växer i huvudsak städsegrön lövskog.